# Sundaplattan

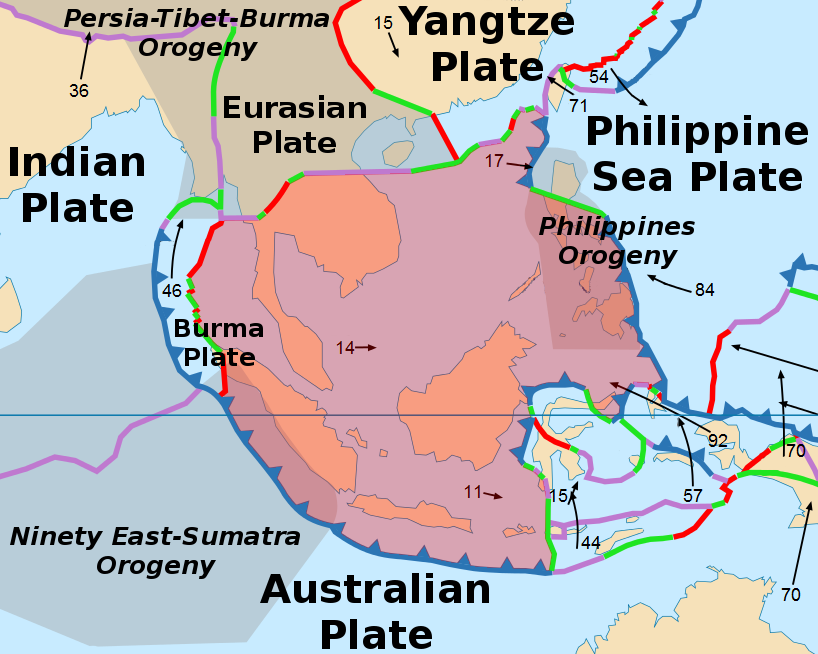
Sundaplattan

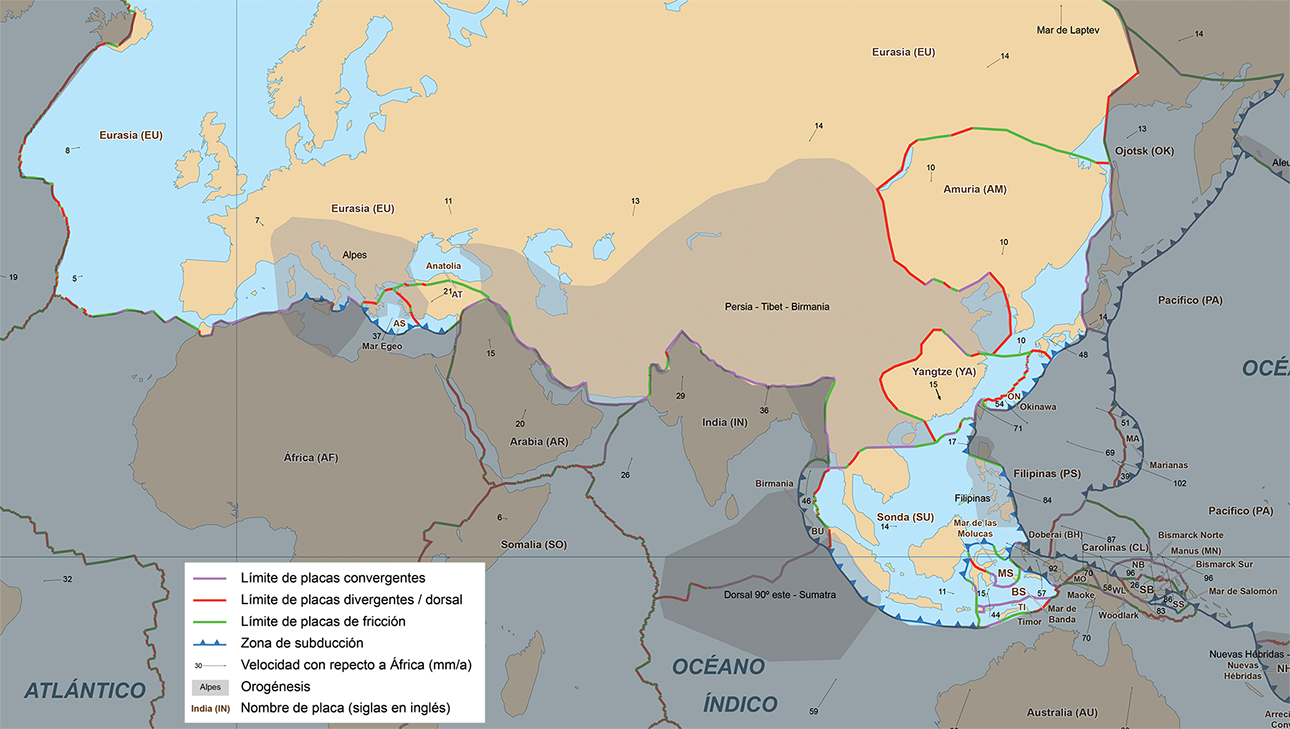
Eurasiska kontinentalplattan med Sundaplattan i sydost.

Sundaplattan är en litosfärplatta omfattande en stor del av Sydostasien och har sitt namn efter Sundaland i denna region. Den kan ses som en del av den eurasiska kontinentalplattan men har, troligen under tertiär, börjat lösgöra sig från denna och rör sig nu 1–2 cm/år i förhållande till den eurasiska plattan.
Dess sydvästra gräns utgörs av en aktiv subduktionszon längs Sundagraven, där den australiska plattan är på väg norrut och in under Sundabågen, den vulkaniska öbåge som utgörs av Sumatra, Java och åtminstone en del av Små Sundaöarna.